# Aplocheilidae
De Aplocheilidae zijn een familie van straalvinnige vissen uit de orde van Tandkarpers (Cyprinodontiformes).

## Geslachten
- Aplocheilus McClelland, 1839
- Pachypanchax G. S. Myers, 1933